# Altagracia Contreras
Altagracia Miosotis Contreras Martínez (ur. 18 lutego 1974) – dominikańska judoczka. Olimpijka z Barcelony 1992, gdzie zajęła osiemnaste miejsce w wadze lekkiej.
Uczestniczka mistrzostw świata w 1991. Wicemistrzyni igrzysk panamerykańskich w 1991. Brązowa medalistka igrzysk Ameryki Środkowej i Karaibów w 1990, a także mistrzostwach panamerykańskich w 1990 roku.

## Letnie Igrzyska Olimpijskie 1992
| Konkurencja | Eliminacje            | Klas. końcowa |
| Konkurencja | Przeciwnik I          | Miejsce       |
| ----------- | --------------------- | ------------- |
| 56 kg       | Jung Sun-yong (KOR) P | 18.           |